# Gnamptogenys turmalis
Gnamptogenys turmalis är en myrart som beskrevs av Kempf och Brown 1968. Gnamptogenys turmalis ingår i släktet Gnamptogenys och familjen myror. Inga underarter finns listade i Catalogue of Life.